# ریچاردسون (ویسکانسین)
ریچاردسون (به انگلیسی: Richardson) یک منطقهٔ مسکونی در ایالات متحده آمریکا است که در شهرستان پولک، ویسکانسین واقع شده‌است. ریچاردسون ۳۶۶٫۰۷ متر بالاتر از سطح دریا واقع شده‌است.